# Michał Gołaś
Michał Gołaś (nascido em 29 de abril de 1984) é um ciclista profissional polonês. Competiu representando seu país, Polônia, na prova de estrada individual nos Jogos Olímpicos de Verão de 2012 em Londres, embora ele não conseguiu completar a corrida.